# Merozoit
Als Merozoit (von griech. meros ‚Teil‘ und zoon ‚Tier‘, ‚Lebewesen‘) bezeichnet man in der Biologie die durch Merogonie ungeschlechtlich aus Mutterzellen (Meronten) hervorgegangenen Tochterzellen bei Apicomplexa und Microsporidien. Merozoiten sind beweglich, langgestreckt und besitzen in der Regel einen Zellkern. Sie besitzen einen sogenannten Apikalkomplex, der es ihnen ermöglicht, andere Zellen zu befallen.